# 3206-os mellékút (Magyarország)
A 3206-os mellékút egy közel 6 kilométeres hosszúságú, négy számjegyű mellékút Heves vármegyében; a 3-as főút ludasi szakaszától húzódik Nagyfügedig.

## Nyomvonala
A 3-as főútból ágazik ki, annak a 97+900-es kilométerszelvénye táján létesült körforgalomban, Ludas északi külterületei között, dél felé; ugyanott ágazik ki az ellenkező irányban a 2418-as út, mely Domoszlóra vezet. Bő fél kilométer után éri el Ludas lakott területét, ahol a Fő út nevet veszi fel. A második kilométere után kiágazik belőle a 32 305-ös számú mellékút, mely a Budapest–Sátoraljaújhely-vasútvonal Ludas vasútállomását szolgálja ki, majd keresztezi a vasút vágányait, s egyúttal elhagyja a települést is.
Bő 4 kilométer megtétele után lép át Nagyfüged határai közé, majd ott szinte azonnal eléri az M3-as autópálya itteni csomópontjának térségét. Mintegy 3,2 kilométer után felüljárón halad át a sztráda felett, a le- és felhajtó forgalom átkötő ágai pedig itt mind kelet felől csatlakoznak hozzá. 5,3 kilométer után éri el Nagyfüged belterületének északi szélét, ahol Ady Endre út lesz a neve, és így is ér véget, beletorkollva a 3204-es útba, annak a 17+400-as kilométerszelvénye közelében.
Teljes hossza az országos közutak térképes nyilvántartását szolgáló kira.gov.hu adatbázisa szerint 5,808 kilométer.